# Contact Air
Contact Air – niemieckie regionalne linie lotnicze z siedzibą w Stuttgarcie. 1 września 2012 roku zostały wchłonięte przez linie lotnicze OLT Express Germany. Głównym węzłem linii był Port lotniczy Stuttgart.